# Guglielmo d'Assia-Philippsthal-Barchfeld
Guglielmo d'Assia-Philippsthal-Barchfeld (Philippsthal, 1º aprile 1692 – Breda, 13 maggio 1761) fu langravio d'Assia-Philippsthal-Barchfeld dal 1721 al 1761.

## Biografia
Guglielmo era il figlio ultimogenito di Filippo d'Assia-Philippsthal e di sua moglie, Caterina di Solms-Laubach, figlia del conte Ottone di Solms-Laubach.
Dal padre ottenne il permesso di fondare un ramo collaterale della propria casata denominato Assia-Philippsthal-Barchfeld ma senza sovranità territoriale e fu solo dopo la morte di suo padre che per testamento ottenne i feudi di Barchfeld e Herleshausen. Dal 1690 al 1732 fece costruire a Barchfeld il castello barocco di Wilhelmsburg, chiamato così in suo onore.
Arruolatosi nell'esercito olandese, nel 1732 divenne governatore di Ypres. Un anno dopo venne nominato tenente generale di cavalleria e guidò le truppe olandesi nella Guerra di successione austriaca. Nel 1744, sempre come governatore di Ypres, dovette cedere la città ai francesi dopo un lungo assedio. Combatté nella battaglia di Fontenoy e difese Bergen op Zoom e Mons. Nel 1747 divenne generale della cavalleria e morì come governatore di Breda.

## Matrimonio e figli
Guglielmo sposò il 31 ottobre 1724 a Hoym la principessa Carlotta Guglielmina (1704–1766), figlia del principe Lebrecht di Anhalt-Zeitz-Hoym, dalla quale ebbe i seguenti eredi:
- Carlotta (1725–1798), sposò nel 1765 il conte Alfredo Augusto di Ysenburg-Büdingen-Wächtersbach (1717–1782)
- Guglielmo (*/† 1726)
- Federico (1727–1777), langravio d'Assia-Philippsthal-Barchfeld, sposò nel 1772 la contessa Enrichetta di Salm-Grumbach (1740–1800)
- Filippo (1728–1745)
- Giovanna Carlotta (1730–1799)
- Carolina (1731–1808)
- Ulrica Eleonora (1732–1795), sposò nel 1755 il langravio Guglielmo d'Assia-Philippsthal (1726–1810)
- Carlo Guglielmo (1734–1764)
- Anna (1735–1785), sposò nel 1767 il conte Adolfo di Lippe-Detmold (1732–1800), figlio del conte Simone Enrico Adolfo di Lippe-Detmold
- Giorgio (1737–1740)
- Dorotea Maria (1738–1799), sposò nel 1764 il principe Giovanni Carlo Ludovico di Löwenstein-Wertheim-Freudenberg (1740–1816)
- Cristiano (1740–1750)
- Ludovico Federico (*/† 1741)
- Adolfo (1743–1803), langravio d'Assia-Philippsthal-Barchfeld, sposò nel 1781 la principessa Luisa di Sassonia-Meiningen (1752–1805)
- Augusto (*/† 1745)

## Ascendenza
|                                              |                                        |                                                | Genitori                                             |  |  | Nonni |  |  | Bisnonni                      |  |  | Trisnonni                   |  |
|                                              |                                        |                                                |                                                      |  |  |       |  |  | 8. Guglielmo V d'Assia-Kassel |  |  | 16. Maurizio d'Assia-Kassel |  |
|                                              |                                        |                                                |                                                      |  |  |       |  |  | 8. Guglielmo V d'Assia-Kassel |  |  | 16. Maurizio d'Assia-Kassel |  |
|                                              |                                        | 17. Agnese di Solms-Laubach                    |                                                      |  |  |       |  |  | 8. Guglielmo V d'Assia-Kassel |  |  |                             |  |
| 4. Guglielmo VI d'Assia-Kassel               |                                        |                                                |                                                      |  |  |       |  |  | 8. Guglielmo V d'Assia-Kassel |  |  |                             |  |
|                                              |                                        | 9. Amalia Elisabetta di Hanau-Münzenberg       | 18. Filippo Luigi II di Hanau-Münzenberg             |  |  |       |  |  |                               |  |  |                             |  |
|                                              |                                        | 9. Amalia Elisabetta di Hanau-Münzenberg       | 18. Filippo Luigi II di Hanau-Münzenberg             |  |  |       |  |  |                               |  |  |                             |  |
|                                              |                                        | 9. Amalia Elisabetta di Hanau-Münzenberg       | 19. Caterina Belgica di Nassau                       |  |  |       |  |  |                               |  |  |                             |  |
| 2. Filippo d'Assia-Philippsthal              |                                        | 9. Amalia Elisabetta di Hanau-Münzenberg       |                                                      |  |  |       |  |  |                               |  |  |                             |  |
|                                              |                                        | 10. Giorgio Guglielmo di Brandeburgo           | 20. Giovanni Sigismondo di Brandeburgo               |  |  |       |  |  |                               |  |  |                             |  |
|                                              |                                        | 10. Giorgio Guglielmo di Brandeburgo           | 20. Giovanni Sigismondo di Brandeburgo               |  |  |       |  |  |                               |  |  |                             |  |
|                                              |                                        | 10. Giorgio Guglielmo di Brandeburgo           | 21. Anna di Prussia                                  |  |  |       |  |  |                               |  |  |                             |  |
| 5. Edvige Sofia di Brandeburgo               |                                        | 10. Giorgio Guglielmo di Brandeburgo           |                                                      |  |  |       |  |  |                               |  |  |                             |  |
|                                              |                                        | 11. Elisabetta Carlotta del Palatinato-Simmern | 22. Federico IV del Palatinato                       |  |  |       |  |  |                               |  |  |                             |  |
|                                              |                                        | 11. Elisabetta Carlotta del Palatinato-Simmern | 22. Federico IV del Palatinato                       |  |  |       |  |  |                               |  |  |                             |  |
|                                              |                                        | 11. Elisabetta Carlotta del Palatinato-Simmern | 23. Luisa Giuliana di Nassau                         |  |  |       |  |  |                               |  |  |                             |  |
| 1. Guglielmo d'Assia-Philippsthal-Barchfeld  |                                        | 11. Elisabetta Carlotta del Palatinato-Simmern |                                                      |  |  |       |  |  |                               |  |  |                             |  |
|                                              | 12. Alberto Ottone II di Solms-Laubach | 24. Alberto Ottone I di Solms-Laubach          |                                                      |  |  |       |  |  |                               |  |  |                             |  |
|                                              | 12. Alberto Ottone II di Solms-Laubach | 24. Alberto Ottone I di Solms-Laubach          |                                                      |  |  |       |  |  |                               |  |  |                             |  |
|                                              | 12. Alberto Ottone II di Solms-Laubach | 25. Anna d'Assia-Darmstadt                     |                                                      |  |  |       |  |  |                               |  |  |                             |  |
| 6. Carlo Ottone di Solms-Laubach             | 12. Alberto Ottone II di Solms-Laubach |                                                |                                                      |  |  |       |  |  |                               |  |  |                             |  |
|                                              |                                        | 13. Caterina Giuliana di Hanau-Münzenberg      | 26. Filippo Luigi II di Hanau-Münzenberg (= 18)      |  |  |       |  |  |                               |  |  |                             |  |
|                                              |                                        | 13. Caterina Giuliana di Hanau-Münzenberg      | 26. Filippo Luigi II di Hanau-Münzenberg (= 18)      |  |  |       |  |  |                               |  |  |                             |  |
|                                              |                                        | 13. Caterina Giuliana di Hanau-Münzenberg      | 27. Caterina Belgica di Nassau (= 19)                |  |  |       |  |  |                               |  |  |                             |  |
| 3. Caterina Amalia di Solms-Laubach          |                                        | 13. Caterina Giuliana di Hanau-Münzenberg      |                                                      |  |  |       |  |  |                               |  |  |                             |  |
|                                              |                                        | 14. Arnoldo Jobst di Bentheim-Tecklenburg      | 28. Arnoldo III di Bentheim-Tecklenburg              |  |  |       |  |  |                               |  |  |                             |  |
|                                              |                                        | 14. Arnoldo Jobst di Bentheim-Tecklenburg      | 28. Arnoldo III di Bentheim-Tecklenburg              |  |  |       |  |  |                               |  |  |                             |  |
|                                              |                                        | 14. Arnoldo Jobst di Bentheim-Tecklenburg      | 29. Maddalena di Neuenahr-Alpen                      |  |  |       |  |  |                               |  |  |                             |  |
| 7. Amoena Elisabetta di Bentheim-Tecklenburg |                                        | 14. Arnoldo Jobst di Bentheim-Tecklenburg      |                                                      |  |  |       |  |  |                               |  |  |                             |  |
|                                              |                                        | 15. Anna Amalia di Isenburg-Büdingen-Birstein  | 30. Volfango Ernesto I di Isenburg-Büdingen-Birstein |  |  |       |  |  |                               |  |  |                             |  |
|                                              |                                        | 15. Anna Amalia di Isenburg-Büdingen-Birstein  | 30. Volfango Ernesto I di Isenburg-Büdingen-Birstein |  |  |       |  |  |                               |  |  |                             |  |
|                                              |                                        | 15. Anna Amalia di Isenburg-Büdingen-Birstein  | 31. Anna Caterina di Gleichen-Rhemda                 |  |  |       |  |  |                               |  |  |                             |  |
|                                              |                                        | 15. Anna Amalia di Isenburg-Büdingen-Birstein  |                                                      |  |  |       |  |  |                               |  |  |                             |  |